# Lano e Woodley
Lano e Woodley (Colin Lane e Frank Woodley) sono un duo comico australiano. In precedenza i due avevano fatto parte del trio comico The Found Objects insieme a Scott Casley. Casley se ne andò e così Lano e Woodley debuttarono in un atto doppio nel marzo 1993 al Prince Patrick Hotel di Melbourne. Il loro atto comprende sketch comici e teatro slapstick. Il loro programma televisivo Le avventure di Lano e Woodley è andato in onda sulla ABC nel 1997 e nel 1999. Nel 1994 hanno vinto l'Edinburgh Fringe Perrier Comedy Award. Hanno scritto un libro, Housemeeting, pubblicato nel 1996.
Lano e Woodley si sono riuniti per un tour nazionale con un nuovo spettacolo chiamato Fly, iniziato a Canberra nel marzo 2018.

## Spettacoli teatrali
Le loro produzioni teatrali comprendono Curtains, Fence, Glitzy, Slick, Bruiser, The Island e Goodbye, tutti spettacoli originali che hanno scritto e interpretato loro stessi. Lo show Fence è stato scritto e diretto da Neill Gladwin, che ha anche curato la regia di Curtains.

### Bruiser
Lo show segue le avventure di Frank e Colin dopo un brutto confronto nella palestra locale, dove Frank viene accidentalmente sfidato a combattere da "Bruiser", l'uomo forte locale . Sia Lano che Woodley si alternano tra l'interpretare se stessi e i personaggi Bruiser e Juliet (l'interesse amoroso) per tutto lo spettacolo attraverso l'uso di costumi (a volte costretti a interpretarsi anche l'un l'altro).

### The Island
Nel 2004 - 2005 il duo comico ha fatto un tour attraverso l'Australia chiamato The Island. Lo spettacolo consisteva in sketch comici, canzoni e interazioni con il pubblico, il tutto basato sul loro essere bloccati su un'isola deserta. Una caratteristica distintiva di questo spettacolo è stata l'unica scenografia principale utilizzata: una piattaforma girevole motorizzata, che fu utilizzata come scalinata, aeroplano, palma e tribuna. Questo spettacolo è stato pubblicato su DVD ed è periodicamente proiettato su The Comedy Channel (Foxtel).

### Goodbye
Nel febbraio 2006 hanno annunciato il loro tour finale, intitolato Goodbye, dopo 20 anni di esibizioni insieme. Lo spettacolo è stato presentato in anteprima all'Adelaide Fringe Festival 2006 nel marzo 2006 ed è stato eseguito in 37 città e paesi dell'Australia, registrando il tutto esaurito al Melbourne International Comedy Festival nel maggio 2006, dove hanno filmato lo spettacolo per il DVD. Questa performance registrata, dal 6 maggio, ha segnato la prima volta che abbiano mai lottato a terra con un membro del pubblico. Ha anche visto un bel po' di tentativi da parte dei due, perché erano innervositi dall'illuminazione irregolare richiesta per far vedere il pubblico sul DVD (le luci del teatro sul pubblico sono solitamente soffuse). Lo spettacolo comprendeva materiale di spettacoli precedenti, oltre a nuovo materiale. L'ultimo spettacolo del loro tour Goodbye è stato eseguito l'11 novembre 2006 al Regent Theatre di Melbourne. L'uscita in DVD ha ricevuto una nomination all'ARIA per la migliore pubblicazione comica.
Il vero motivo del loro addio, secondo Colin Lane (dichiarato sia sul palco che nell'intervista a Enough Rope di Andrew Denton), è riassunto in questo modo: "Immagina di trascorrere 20 anni guidando in macchina con il tuo migliore amico". Entrambi hanno dichiarato che stavano sciogliendo Lano e Woodley in modo che non finissero per odiarsi a vicenda cinque anni dopo. Entrambi hanno anche espresso l'interesse di esplorare altre carriere.

### RiunificazioneeFly
Il 13 novembre 2017 Lano e Woodley hanno annunciato che si riuniranno e andranno in tournée a livello nazionale con un nuovo spettacolo intitolato Fly, che inizierà a Canberra nel marzo 2018.

## Televisione
Lano e Woodley hanno creato il loro programma televisivo chiamato Le avventure di Lano e Woodley, che ha debuttato sulla TV australiana ABC nel 1997 con l'episodio "The Girlfriend". Nel 2004 è stato pubblicato un DVD di 2 dischi, intitolato The Complete Adventures of Lano and Woodley.
Nel 2018 Lano e Woodley sono apparsi come ospiti nella veste di conduttori di giochi a quiz nello spettacolo Have You Been Paying Attention? (Hai prestato attenzione?).

## Sing Songs
L'ottobre 2005 ha visto l'uscita di Lano & Woodley Sing Songs, una registrazione in CD della loro esibizione dal vivo all'Hi-Fi Bar di Melbourne come parte del loro tour australiano "Sing Songs". Lo spettacolo consisteva in canzoni che erano state scritte ed eseguite nel corso della loro carriera come duo comico. I CD sono stati venduti in ciascuna delle sedi del tour, così come nella maggior parte dei negozi di musica e nei grandi magazzini.

## Housemeeting
Housemeeting, un libro di Lano e Woodley, è stato pubblicato da Penguin Books nel 1996, con illustrazioni di Woodley e una prefazione di Andrew Denton.
La storia segue le loro conversazioni dopo che Colin ha annunciato che, dopo aver vissuto insieme per anni, Frank deve andarsene. Durante tutto il libro, Frank fa diversi tentativi disperati di far cambiare idea a Colin, nessuno dei quali sembra funzionare.
La storia è scritta nello stile di una sceneggiatura, con diversi capitoli che coprono vari argomenti (ad esempio soprannomi, cucina, graffiti ecc.) di cui Colin e Frank discutono (e litigano) mentre Frank si prepara a trasferirsi. Lo stile in cui è scritto è molto autoreferenziale e spesso rompe la quarta parete parlando direttamente con il lettore, inserendo deliberatamente errori di ortografia e riempiendo le pagine di puntini di sospensione (o niente del tutto).
Il libro ha avuto una tiratura estremamente limitata di sole 1 500 copie ed è quindi raro e molto ricercato. Diverse biblioteche regionali hanno subito il furto di copie. Le copie sono state vendute su eBay per un massimo di $150.
Nel 2018 il libro è stato ristampato con una nuova copertina per celebrare il ritorno del duo. Le copie autografate sono state vendute al loro spettacolo Fly in tutta l'Australia. 1061123691